# Is It Right
„Is It Right” е песен на немското трио „Елайза“, представила Германия на песенния фестивал „Евровизия 2014“. Печели националната селекция на 14 март 2014 година, преминавайки през „уайлд кард“.
В интервю вокалистката на триото съобщава, че песента е написана специално за участие в немската селекция.
Заема първа позиция в класацията на Айтюнс за Германия скоро след победата на селекцията и четиридесет и първа в „Мидия Кънтрол Чартс“.